# 贝桑松-弗朗什-孔泰TGV站
贝桑松-弗朗什-孔泰TGV站，简称贝桑松TGV站，是法国的一个铁路车站，位于法国莱索克松市镇范围内，属于大贝桑松城市社区。

## 位置
贝桑松-弗朗什-孔泰TGV站位于贝桑松市区的北部，距离市区大约11公里。车站大致呈东西走向，开口朝南。
贝桑松-弗朗什-孔泰TGV站可通过联络线与贝桑松维奥特站（Gare de Besançon-Viotte）相连，此联络线的其中很长一段都是借用原有的贝桑松－沃苏勒铁路。该铁路前往沃苏勒方向的路段仍处于关闭状态，重启计划尚在研究讨论之中。

## 车站历史
早在二十世纪末，法国政府就提出过修建高速铁路来连接莱茵河流域和罗讷河流域，并通过这一线重要的节点城市贝桑松。但由于贝桑松市区内建筑物密集且地形较为复杂，高速铁路选址十分困难。贝桑松市政府和SNCF通过协商后提出两种方案：第一种方案认为新建的高铁线路在贝桑松境内无需修建立新的站点，只需通过联络线连接高铁线路和既有的贝桑松维奥特站即可；第二种方案则需要在高铁正线上新修建一个站点用于服务贝桑松地区。
2001年11月6日，根据投票结果，70%的贝桑松市政内阁议员支持第二种方案。
2009年4月30日，贝桑松-弗朗什-孔泰TGV站正式开工。
2011年12月11日，贝桑松-弗朗士-孔泰TGV站和莱茵河-罗讷河高速铁路一道正式投入运营。

## 车站结构
贝桑松-弗朗什-孔泰TGV站分为两个部分，北侧为高速场及正线，事实上超过五分之四的过境TGV列车都会停靠贝桑松-弗朗什-孔泰TGV站；南侧为普速场，供往返于贝桑松-弗朗什-孔泰TGV站和贝桑松维奥特站之间的TER列车使用。这一车站构造与香槟-阿登TGV站十分类似，但与后者不同的是，由贝桑松维奥特站始发前往巴黎方向的TGV也会停靠贝桑松-弗朗什-孔泰TGV站。

## 停靠线路
以下列车线路在贝桑松-弗朗什-孔泰TGV站停靠：
| 贝桑松-弗朗什-孔泰TGV站列车线路表 |              |                   |                      |              |
| 线路                              | 车种         | 上一站            | 下一站               | 大致运行频率 |
| 巴黎—贝桑松                       | TGV          | 第戎              | 贝桑松维奥特         | 每天3趟左右  |
| 巴黎—弗莱堡                       | TGV          | 第戎              | 贝尔福-蒙贝利亚TGV   | 每天1趟      |
| 巴黎—米卢斯                       | TGV          | 第戎              | 贝尔福-蒙贝利亚TGV   | 每天5趟左右  |
| 里尔—米卢斯                       | TGV          | 第戎              | 贝尔福-蒙贝利亚TGV   | 每天1趟      |
| 马赛—法兰克福                     | TGV          | 马孔/索恩河畔沙隆 | 贝尔福-蒙贝利亚TGV   | 每天1趟      |
| 蒙彼利埃—斯特拉斯堡/卢森堡        | TGV          | 第戎              | 贝尔福-蒙贝利亚TGV   | 每天2趟左右  |
| 马赛—梅斯                         | TGV          | 马孔              | 贝尔福-蒙贝利亚TGV   | 每天1趟      |
| 马赛—巴塞尔/斯特拉斯堡            | TGV          | 里昂帕尔迪厄/第戎 | 贝尔福-蒙贝利亚尔TGV | 每天1趟      |
| 贝桑松TGV—贝桑松维奥特            | 法国大区列车 | （起点）          | 埃科勒-瓦朗坦        | 每天8趟左右  |
| 1.                                |              |                   |                      |              |

## 配套交通

### 城际客运
| 停靠贝桑松-弗朗什-孔泰TGV站的大巴车 |                           |                                                                    |
| 上下车地点                          | 运营单位                  | 主要目的地                                                         |
| 贝桑松-弗朗什-孔泰TGV站门口         | 弗朗什-孔泰城际客运 Livéo | 沃苏勒、里奥                                                       |
| 贝桑松-弗朗什-孔泰TGV站门口         | SNCF                      | 当某条铁路线施工或罢工时，SNCF可能会提供途径该线路沿途站点的大巴车 |
| 1. 2.                               |                           |                                                                    |

### 市内交通
| 贝桑松-弗朗什-孔泰TGV站附近的公交线路 |                             |                            |
| 公交车站名称                          | 位置                        | 停靠线路                   |
| Gare Besançon-Franche-Comté-TGV       | 贝桑松-弗朗什-孔泰TGV站门口 | 贝桑松公交40路、41路和42路 |
| 1.                                    |                             |                            |

## 临近车站
| 贝桑松-弗朗什-孔泰TGV站（Gare de Besançon-Franche-Comté-TGV） |                            |                                                         |
| 上行车站                                                      | 线路                       | 下行车站                                                |
| 科隆日站                                                      | 法国高速铁路莱茵河－隆河线 | ↗（正线）→贝尔福-蒙贝利亚尔TGV站 ↘（联络线）→瓦朗坦校站 |
| - 本表仅显示运营中的线路及车站                                |                            |                                                         |